# Barry Zito
Barry William Zito (* 13. Mai 1978 in Las Vegas, Nevada) ist ein US-amerikanischer Baseballspieler, der von der Saison 2007 bis 2013 als linkshändiger Starting-Pitcher (LHP) für die San Francisco Giants in der Major League Baseball (MLB) spielte.

## Karriere
Barry ging auf die katholische University of San Diego High School in San Diego, kurz USDHS. Er setzte seine schulische Laufbahn an der University of California at Santa Barbara (UCSB) fort. Danach, im Jahre 1998, wurde er NCAA Baseball Meister mit der University of Southern California (USC). 1999 wurde er von den Oakland Athletics in der ersten Runde des Drafts ausgewählt und erhielt einen Vertrag über 1,59 US$.
Im Jahre 2002 gewann er den Cy Young Award für den besten Pitcher der American League knapp vor Pedro Martínez. In den Jahren 2002 und 2003 wurde er als Pitcher für das American League All-Star Team nominiert. Mit dem Ende der Saison 2006 lief sein Vertrag bei den Oakland Athletics aus. Zur Saison 2007 wurde an die San Francisco Giants verkauft und bekam dort einen Vertrag über 126 Mil. US$ für sieben Jahre, zum damaligen Zeitpunkt der am besten dotierte Vertrag jemals für einen Pitcher.
Im Mai 2020 erreichte Zito in der dritten Staffel des US-amerikanischen Ablegers von The Masked Singer als Rhino den vierten von insgesamt 18 Plätzen. Im September 2023 sang er in einer Spezialfolge vor dem eigentlichen Start der zehnten Staffel zusammen mit dem ehemaligen Teilnehmer Victor Oladipo im Duett Meant to Be. In der zwölften Staffel präsentierte er mehrere Hinweise zur Identität des Kandidaten Sherlock Hound (der Baseballspieler Bronson Arroyo).

## Biographie
Zu Zitos Interessen zählen unter anderem Yoga, Gitarre und Surfen. Seine Persönlichkeit macht ihn zu einem Medienliebling. Eine Zeit lang hatte er die Gewohnheit, Baseballkarten zu kaufen, die er selbst früher unterschrieben hatte. Als man ihn fragte, warum er das tue und sich nicht selbst einfach eine Karte unterschreibe, antwortete er, dass sie dann nachgemacht sei.
Für jeden Strikeout, den er wirft, spendet er 100 US$ an eine Stiftung, die er selbst gründete. Diese Stiftung nennt sich Strikeouts for Troops und investiert in Krankenhäuser für Armeetruppen. An dieser Stiftung beteiligen sich auch andere Baseballspieler, wie zum Beispiel Manny Ramirez, Chipper Jones, Eric Chavez und viele mehr.